# Јосип Алебић
Јосип Алебић (познат као Јозо и Јошко, Хрваце, код Сиња, 7. јануар 1947 — Крило Јасенице, 8. март 2021) био је југословенски и хрватски атлетичар, чија је специјалност била трка на 400 метара. Троструки је учесник Летњих олимпијских игара, члан штафете репрезентације Европе на Светском купу у атлетици 1977. сребрни са Европског првенства у дворани 1975., вишеструки освајач медаља на Медитеранским играма.

## Спортска каријера
На почетку каријере тренирао је трку на 60 метара, скок удаљ и играо фудбал.
Каријеру је започео 1962. године, када се придружио клубу АСК из Сплита, који је представљао током своје каријере.
Три пута се такмичио на Олимпијским играма, без већег успеха. Године 1972. у Минхену елиминисан је у квалификацијама трке на 400 метара и штафети 4 × 400 м. У Монтреалу 1976. елиминисан је у четвртфиналу на 400 м, а 1980. у Москви завршио је у трци од 400 метара у четвртфиналу и квалификацијама на 4 × 400 м.
На Европском првенству у дворани 1975. у Катовицама освојио је сребрну медаља. Сребрну медаљу освојио је и са Европском штафетом 4 х 400 метара на првом Светском купу у атлетици 1977. у Диселдорфу ( Алебић, Франсис Демартон (ФРА), Дејвид Јенкинс (УК) и Ришард Подлас (ПОЉ) ).
Две златне медаље освојио је на Медитеранским играма 1975. у Алжиру на 400 м и са штафети 4 х 400 м. (Ивица Ивичак, Милорад Чикић, Милован Савић, Алебић) Четири године касније на Медитеранским играма у Сплиту освојио је бронзану меаљу на 400 м и сребрну са штафетом (Жељко Кнапић, Драган Животић, Рок Копитар и Алебић).
Вишеструки је првак Југославије и Хрватске на 200 и 400 метара и штафетом 4 x 400 м. Првак Јуославије на 200 м био је од 1975. до 1997, а на 400 метара је првак 1972. и од 1974. до 1977. и од 1979. до 1981. године. Првак Балкана на 400 метара од 1972 до 1977. године.

## Значајнији резултати
| Година                     | Такмичење                    | Домаћин                    | Пласман                    | Дисциплине                 | Резултат                   | Напомена |
| Представљајући Југославију | Представљајући Југославију   | Представљајући Југославију | Представљајући Југославију | Представљајући Југославију | Представљајући Југославију | Представљајући Југославију |
| -------------------------- | ---------------------------- | -------------------------- | -------------------------- | -------------------------- | -------------------------- | --- |
| 1972                       | Олимпијске игре              | Минхен, Западна Немачка    | 41.                        | 400 м                      | 47,01                      | https://web.archive.org/web/20100310141451/http://www.sports-reference.com/olympics/summer/1972/ATH/mens-400-metres-round-one.html. Архивирано из оригинала 10. 03. 2010. г. Недостаје или је празан параметар \|title= (помоћ)           |
| 1972                       | Олимпијске игре              | Минхен, Западна Немачка    | 12.                        | 4 × 400 м                  | 3:05,70                    | https://web.archive.org/web/20100310141233/http://www.sports-reference.com/olympics/summer/1972/ATH/mens-4-x-400-metres-relay-round-one.html. Архивирано из оригинала 10. 03. 2010. г. Недостаје или је празан параметар \|title= (помоћ) |
| 1975                       | Европско првенство у дворани | Катовице, Пољска           |                            | 400 м                      | 49,04                      | |
| 1975                       | Медитеранске игре            | Алжир, Алжир               |                            | 400 м                      | 46,44                      | |
| 1975                       | Медитеранске игре            | Алжир, Алжир               |                            | 4 × 400 м                  | 3:05,58                    | |
| 1976                       | Европско првенство у дворани | Минхен, Западна Немачка    | 8.                         | 400 м                      | 49.31                      | |
| 1976                       | Олимпијске игре              | Монтреал, Канада           | 23.                        | 400 м                      | 46,94                      | https://web.archive.org/web/20090808233537/http://www.sports-reference.com/olympics/summer/1976/ATH/mens-400-metres-quarter-finals.html. Архивирано из оригинала 08. 08. 2009. г. Недостаје или је празан параметар \|title= (помоћ)      |
| 1979                       | Медитеранске игре            | Сплит, Југославија         |                            | 400 м                      | 46,24                      | |
| 1979                       | Медитеранске игре            | Сплит, Југославија         |                            | 4 х 400 м                  | 3:04,33                    | |
| 1980.                      | Олимпијске игре              | Москва, Совјетски Савез    | 21.                        | 400 м                      | 46,60                      | https://web.archive.org/web/20100519092939/http://www.sports-reference.com/olympics/summer/1980/ATH/mens-400-metres-quarter-finals.html. Архивирано из оригинала 19. 05. 2010. г. Недостаје или је празан параметар \|title= (помоћ)      |
| 1980.                      | Олимпијске игре              | Москва, Совјетски Савез    | 9.                         | 4 х 400 м                  | 3:05,3                     | https://web.archive.org/web/20090707195940/http://www.sports-reference.com/olympics/summer/1980/ATH/mens-4-x-400-metres-relay-round-one.html. Архивирано из оригинала 07. 07. 2009. г. Недостаје или је празан параметар \|title= (помоћ) |
| Представљајући Европу      |                              |                            |                            |                            |                            | |
| 1977                       | Светски куп                  | Диселдорф, Западна Немачка |                            | 4 х 400 м                  | 3:02,47                    | |

## Рекорди
Био је рекордер Медитерана и Јуославије. Најбољи резултат на 200 м 21,31 секунду истрчао је 10. јула 1977. у Новој Горици. Лични рекорд на 400 метара од 45,86 поставио је 11. маја 1977. у Анкари.

## Награде
Године 1977. проглашен је Спортистом године у избору загребачких Спортских новости. Добитник је Државне награде за спорт „Фрањо Бучар” 2013. за животно дело. За „изнимна спортска достигнућа те допринос сплитској и хрватској атлетици” добио је награду за животно дело Града Сплита 2012. godine.